# Ganopristidae
De Ganopristidae zijn een familie van uitgestorven kraakbeenvissen uit het Krijt die behoren tot de onderorde Sclerorhynchoidei. Hoewel de naam Sclerorhynchidae vaak voor deze familie wordt gebruikt, is het een jonger synoniem van Ganopristidae. Deze familie bevat de geslachten Libanopristis, Micropristis en Sclerorhynchus. Het typegeslacht Ganopristis wordt beschouwd als een jonger synoniem van Sclerorhynchus.